# Guderup Station
Guderup Station er en tidligere jernbanestation i Guderup på Als. Amtsbanerne på Als åbnede for trafik 6. februar 1898 og Guderup var da endestation på strækningen fra Sønderborg. Derfor blev det en rigtig station (tysk: Bahnhof), mens de fleste standsningssteder på amtsbanerne kun var trinbrætter med sidespor (tysk: Haltestelle).
Forlængelsen af banen fra Guderup til Nordborg blev indviet 1. juli 1898. Stationsbygningen var færdigbygget allerede i 1897. Den indeholdt ud over ventesal og billetsalg også en kro og et stort varehus til gods.
Banens tracé fulgte stort set de nuværende Østergade og Nørregade. Stationsbygningen er bevaret på Østergade 1, nu som pizzaria.